# Едвард Денісон
Едвард Денісон (англ. Edward F. Denison, 18 грудня 1915, Омаха — 23 жовтня 1992, Вашингтон) — американський економіст, засновник статистичного дослідження економічного росту та його джерел.

## Життєпис
Едвард Денісон народився в місті Омаха, штат Небраска 18 грудня 1915 року. Він виріс в Ок-парку, штат Іллінойс.
У 1936 році закінчив Оберлінський коледж та отримав ступінь бакалавра, а в 1938 році магістерський ступінь в Браунському університеті. Тут він почав працювати науковим співробітником, але пропрацював всього лише рік з 1939 по 1940 роки. 14 червня 1941 роки відбулось одразу дві важливі події: Едвард став доктором філософії в Браунському університеті, та одружився з Елсі Лайтбаун.
Після отримання докторського ступеня, він зайняв посаду в управлінні економіки Міністерства торгівлі США і поступово просунувся по службі до посади заступника директора. У Міністерства торгівлі США він пропрацював двадцять один рік, останні шість з яких він займав також посаду заступника директора дослідницького відділу Комітету сприяння економічному розвитку, приватної дослідницької організації.
У 1962—1978 роках, покинув службу і почав працював в якості старшого наукового співробітника в Брукінзькому інституті.
У 1979—1982 роках, повернувшись до Міністерства торгівлі США, працював на посаді заступника директора Національної лічильної служби.
З 1982 року емерит старший науковий співробітник Брукінгса.
У 1978 році став віце-президентом, а з 1981 року почесним членом Американської економічної асоціації, був членом Американської академії мистецтв і наук, Американської статистичної асоціації і Міжнародної асоціації з досліджень доходу і багатства, також Керуючої ради Національного клубу економістів.
Едвард Денісон помер 23 жовтня 1992 року від серцевої недостатності. Це була велика втрата, адже серед економістів таких, як Денісон було зовсім небагато. Його донька,  Джанет Хауелл  служить в Сенаті Вірджинії з 1992 року.